# Мицкевичи (Сморгонский район)
Мицке́вичи (бел. Міцке́вічы) — деревня в Сморгонском районе Гродненской области Белоруссии. Входит в состав Вишневского сельсовета, до 2016 года входила в состав Войстомского сельсовета.
Расположена в восточной части района. Расстояние до районного центра Сморгонь по автодороге — около 18,5 км, до центра сельсовета агрогородка Войстом по прямой — чуть более 9 км. Ближайшие населённые пункты — Новое Село, Хавсты, Ягодново. Площадь занимаемой территории составляет 0,3225 км², протяжённость границ 6930 м.

## История
Деревня отмечена на карте Шуберта (середина XIX века) в составе Беницкой волости Ошмянского уезда Виленской губернии.. В 1866 году Мицкевичи насчитывали 25 дворов и 164 жителя, из них 82 православных и 82 католика.
После Советско-польской войны, завершившейся Рижским договором, в 1921 году Западная Белоруссия отошла к Польской Республике и деревня была включена в состав новообразованной сельской гмины Войстом Свенцянского повета Виленского воеводства. 1 января 1926 года гмина Войстом была переведена в состав Вилейского повета.
В 1938 году Мицкевичи насчитывали 80 дымов (дворов) и 429 душ.
В 1939 году, согласно секретному протоколу, заключённому между СССР и Германией, Западная Белоруссия оказалась в сфере интересов советского государства и её территорию заняли войска Красной армии. Деревня вошла в состав новообразованного Сморгонского района Вилейской области БССР. После реорганизации административного-территориального деления БССР деревня была включена в состав новой Молодечненской области в 1944 году. В 1960 году, ввиду новой организации административно-территориального деления и упразднения Молодечненской области, Мицкевичи вошли в состав Гродненской области.

## Население
| 1866 | 1938 | 1999 | 2009 |
| ---- | ---- | ---- | ---- |
| 164  | 429  | 63   | 33   |

## Транспорт
Через деревню проходят местные автомобильные дороги:
- Н6137 Шостаки — Мицкевичи — Студенец
- Н7187 Мицкевичи — Новое Село — Ручица

Через населённый пункт проходят регулярные автобусные маршруты:
- Сморгонь — Мицкевичи
- Сморгонь — Ордея

## Достопримечательности
К западу от деревни располагается территория биологического заказника «Мицкевичский».